# Gilbert (Virginie-Occidentale)
Pour les articles homonymes, voir Gilbert.
Gilbert est une ville américaine située dans le comté de Mingo, dans l'État de la Virginie-Occidentale. En 2010, sa population est de 450 habitants.
Gilbert doit son nom au ruisseau « Gilbert Creek », nommé ainsi en l'honneur d'un pionnier tué par les amérindiens.